# 蒋春霖
蒋春霖（1818年—1868年），字鹿潭，江阴城内蒋家巷人，清朝词人、诗人。
父蔣尊典，官荆门（今湖北省荆门市）知州。春霖生於嘉庆二十三年（1818年）生，長年随父在荆门读书，少负隽才，曾登黄鹤楼赋诗。父殁，家道中落，奉母游京师。咸丰元年（1852年），官东台富安场盐大使。他用钱无度，“歌楼酒馆，随手散尽”。好友杜文澜爱其才，偶爾予以救濟。咸丰十年（1860年），寓居泰州，夫人不久去世。晚年認識歌女黄婉君，寓居于溱潼水云楼，并经常往返于泰州与东台之间。然而黃婉君嗜食鴉片，所費不貲。同治七年（1868年），前往投靠江苏按察使杜文瀾，不遂其願，失望而去。舟經吳江之垂虹橋，投水自杀。其妾黄婉君亦殉命。

## 著作
蒋春霖早年致力于诗，以《东淘杂诗》20首为最著；中年一意为词，负盛名，晚年编集名《水云楼词》。后人收其遗诗，题为《水云楼剩稿》。他的词风多样，小令、长调兼擅。小令大多婉转流丽，长调则颇多感慨国事之作，尤其对太平天国运动中生灵涂炭的现实有所体现，开拓了词的题材和意境。谭献評说：“《水云楼词》，固清商变徵之声，而流别甚正，家数颇大，与成容若（纳兰性德）项莲生（项鸿祚），二百年中，分鼎三足。”蒋春霖去世后，乡人缪荃孙、金武祥等刻印《水云楼词》、《水云楼词续》、《水云楼烬余稿》。